# Liste der Nummer-eins-Hits in Neuseeland (2013)
Dies ist eine Liste der Nummer-eins-Hits in Neuseeland im Jahr 2013. Sie basiert auf den offiziellen Single und Albums Top 40, die im Auftrag von Recorded Music NZ, dem neuseeländischen Vertreter der IFPI, ermittelt werden.

## Singles
| ← 2012 ← | Liste der Nummer-eins-Hits in Neuseeland | Liste der Nummer-eins-Hits in Neuseeland   | Liste der Nummer-eins-Hits in Neuseeland | 2014 →                    |
| \| Zeitraum \| Wo. ges. \| Interpret \| Titel Autor(en) \| Zusätzliche Informationen \| \| (Zeitraum, Wochen auf Platz eins, Interpret, Titel, Autor[en], zusätzliche Informationen) \| \| \| \| \| \| ----------------------------------------------------------------------------------------- \| -------- \| ------------------------------------------ \| ---------------------------------------------------------------------------------------------------------------------------------------------------------------------- \| ------------------------- \| \| 31. Dezember 2012 – 20. Januar 2013 3 Wochen (insgesamt 9) \| 9 \| Macklemore & Ryan Lewis feat. Wanz \| Thrift Shop Ben Haggerty, Ryan S. Lewis \| – \| \| 21. Januar 2013 – 27. Januar 2013 1 Woche (insgesamt 2) \| 2 \| Will.i.am & Britney Spears \| Scream & Shout William Adams, Jean-Baptiste Kouame, Jef Martens, Tula Paulinea Contostavlos \| – \| \| 28. Januar 2013 – 17. Februar 2013 3 Wochen \| 3 \| Macklemore & Ryan Lewis feat. Mary Lambert \| Same Love Ben Haggerty, Mary Danielle Lambert, Ryan S. Lewis \| – \| \| 18. Februar 2013 – 24. Februar 2013 1 Woche (insgesamt 3) \| 3 \| Pink feat. Nate Ruess \| Just Give Me a Reason Jeffrey Bhasker, Alecia B. Moore, Nathaniel Joseph Ruess \| – \| \| 25. Februar 2013 – 3. März 2013 1 Woche \| 1 \| Baauer \| Harlem Shake Hector Luis Delgado, Harry Rodrigues, Jayson Scott Musson, Kurt Michael Hunte \| – \| \| 4. März 2013 – 17. März 2013 2 Wochen (insgesamt 3) \| 3 \| Pink feat. Nate Ruess \| Just Give Me a Reason Jeffrey Bhasker, Alecia B. Moore, Nathaniel Joseph Ruess \| – \| \| 18. März 2013 – 7. April 2013 3 Wochen \| 3 \| Lorde \| Royals Ella Marija Lani Yelich O’Connor, Joel Little \| – \| \| 8. April 2013 – 21. April 2013 2 Wochen \| 2 \| Passenger \| Let Her Go Michael David Rosenberg \| – \| \| 22. April 2013 – 16. Juni 2013 8 Wochen (insgesamt 11) \| 11 \| Robin Thicke feat. T.I. & Pharrell \| Blurred Lines Pharrell L. Williams, Robin Thicke, Clifford Joseph Harris \| – \| \| 17. Juni 2013 – 23. Juni 2013 1 Woche \| 1 \| Lorde \| Tennis Court Ella Marija Lani Yelich O’Connor, Joel Little \| – \| \| 24. Juni 2013 – 14. Juli 2013 3 Wochen (insgesamt 11) \| 11 \| Robin Thicke feat. T.I. & Pharrell \| Blurred Lines Pharrell L. Williams, Robin Thicke, Clifford Joseph Harris \| – \| \| 15. Juli 2013 – 21. Juli 2013 1 Woche \| 1 \| Miley Cyrus \| We Can’t Stop Michael Len Williams II, Pierre Ramon Slaughter, Timothy Jamahli Thomas, Theron Makiel Thomas, Miley Cyrus, Douglas L. Davis, Ricky M. L. Walters \| – \| \| 22. Juli 2013 – 28. Juli 2013 1 Woche \| 1 \| Ginny Blackmore \| Bones Aeon Beaumont Manahan, Virginia Blackmore \| – \| \| 29. Juli 2013 – 11. August 2013 2 Wochen \| 2 \| Jackie Thomas \| It’s Worth It Adam Argyle, Anthony Egizii, David Musumeci \| – \| \| 12. August 2013 – 18. August 2013 1 Woche \| 1 \| Avicii \| Wake Me Up Aloe Blacc, Tim Bergling, Michael Aaron Einziger \| – \| \| 19. August 2013 – 3. November 2013 11 Wochen \| 11 \| Katy Perry \| Roar Bonnie Leigh McKee, Lukasz Gottwald, Henry Russell Walter, Max Martin, Katy Perry \| – \| \| 4. November 2013 – 10. November 2013 1 Woche \| 1 \| One Direction \| Story of My Life John Henry Ryan, Jamie Scott, Julian C. Bunetta, Niall James Horan, Zain Javadd Malik, Liam James Payne, Harry Edward Styles, Louis William Tomlinson \| – \| \| 11. November 2013 – 1. Dezember 2013 3 Wochen (insgesamt 4) \| 4 \| Eminem feat. Rihanna \| The Monster Marshall B. Mathers III, Bryan G. Fryzel, Jonathan David Bellion, Aaron L. Kleinstub, Bleta Rexha, Robyn R. Fenty, Maki Athanasiou \| – \| \| 2. Dezember 2013 – 8. Dezember 2013 1 Woche \| 1 \| One Direction \| Strong John Henry Ryan, Louis William Tomlinson, Jamie Scott, Julian C. Bunetta \| – \| \| 9. Dezember 2013 – 15. Dezember 2013 1 Woche (insgesamt 4) \| 4 \| Eminem feat. Rihanna \| The Monster Marshall B. Mathers III, Bryan G. Fryzel, Jonathan David Bellion, Aaron L. Kleinstub, Bleta Rexha, Robyn R. Fenty, Maki Athanasiou \| – \| \| 16. Dezember 2013 – 5. Januar 2014 3 Wochen \| 3 \| Ed Sheeran \| I See Fire Edward Christopher Sheeran \| – \| |                                          |                                            | |                           |
| ← 2012 |                                          |                                            | | → 2014 →                  |
| Zeitraum | Wo. ges.                                 | Interpret                                  | Titel Autor(en) | Zusätzliche Informationen |
| (Zeitraum, Wochen auf Platz eins, Interpret, Titel, Autor[en], zusätzliche Informationen) |                                          |                                            | |                           |
| 31. Dezember 2012 – 20. Januar 2013 3 Wochen (insgesamt 9) | 9                                        | Macklemore & Ryan Lewis feat. Wanz         | Thrift Shop Ben Haggerty, Ryan S. Lewis | –                         |
| 21. Januar 2013 – 27. Januar 2013 1 Woche (insgesamt 2) | 2                                        | Will.i.am & Britney Spears                 | Scream & Shout William Adams, Jean-Baptiste Kouame, Jef Martens, Tula Paulinea Contostavlos                                                                            | –                         |
| 28. Januar 2013 – 17. Februar 2013 3 Wochen | 3                                        | Macklemore & Ryan Lewis feat. Mary Lambert | Same Love Ben Haggerty, Mary Danielle Lambert, Ryan S. Lewis | –                         |
| 18. Februar 2013 – 24. Februar 2013 1 Woche (insgesamt 3) | 3                                        | Pink feat. Nate Ruess                      | Just Give Me a Reason Jeffrey Bhasker, Alecia B. Moore, Nathaniel Joseph Ruess                                                                                         | –                         |
| 25. Februar 2013 – 3. März 2013 1 Woche | 1                                        | Baauer                                     | Harlem Shake Hector Luis Delgado, Harry Rodrigues, Jayson Scott Musson, Kurt Michael Hunte                                                                             | –                         |
| 4. März 2013 – 17. März 2013 2 Wochen (insgesamt 3) | 3                                        | Pink feat. Nate Ruess                      | Just Give Me a Reason Jeffrey Bhasker, Alecia B. Moore, Nathaniel Joseph Ruess                                                                                         | –                         |
| 18. März 2013 – 7. April 2013 3 Wochen | 3                                        | Lorde                                      | Royals Ella Marija Lani Yelich O’Connor, Joel Little | –                         |
| 8. April 2013 – 21. April 2013 2 Wochen | 2                                        | Passenger                                  | Let Her Go Michael David Rosenberg | –                         |
| 22. April 2013 – 16. Juni 2013 8 Wochen (insgesamt 11) | 11                                       | Robin Thicke feat. T.I. & Pharrell         | Blurred Lines Pharrell L. Williams, Robin Thicke, Clifford Joseph Harris                                                                                               | –                         |
| 17. Juni 2013 – 23. Juni 2013 1 Woche | 1                                        | Lorde                                      | Tennis Court Ella Marija Lani Yelich O’Connor, Joel Little | –                         |
| 24. Juni 2013 – 14. Juli 2013 3 Wochen (insgesamt 11) | 11                                       | Robin Thicke feat. T.I. & Pharrell         | Blurred Lines Pharrell L. Williams, Robin Thicke, Clifford Joseph Harris                                                                                               | –                         |
| 15. Juli 2013 – 21. Juli 2013 1 Woche | 1                                        | Miley Cyrus                                | We Can’t Stop Michael Len Williams II, Pierre Ramon Slaughter, Timothy Jamahli Thomas, Theron Makiel Thomas, Miley Cyrus, Douglas L. Davis, Ricky M. L. Walters        | –                         |
| 22. Juli 2013 – 28. Juli 2013 1 Woche | 1                                        | Ginny Blackmore                            | Bones Aeon Beaumont Manahan, Virginia Blackmore | –                         |
| 29. Juli 2013 – 11. August 2013 2 Wochen | 2                                        | Jackie Thomas                              | It’s Worth It Adam Argyle, Anthony Egizii, David Musumeci | –                         |
| 12. August 2013 – 18. August 2013 1 Woche | 1                                        | Avicii                                     | Wake Me Up Aloe Blacc, Tim Bergling, Michael Aaron Einziger | –                         |
| 19. August 2013 – 3. November 2013 11 Wochen | 11                                       | Katy Perry                                 | Roar Bonnie Leigh McKee, Lukasz Gottwald, Henry Russell Walter, Max Martin, Katy Perry                                                                                 | –                         |
| 4. November 2013 – 10. November 2013 1 Woche | 1                                        | One Direction                              | Story of My Life John Henry Ryan, Jamie Scott, Julian C. Bunetta, Niall James Horan, Zain Javadd Malik, Liam James Payne, Harry Edward Styles, Louis William Tomlinson | –                         |
| 11. November 2013 – 1. Dezember 2013 3 Wochen (insgesamt 4) | 4                                        | Eminem feat. Rihanna                       | The Monster Marshall B. Mathers III, Bryan G. Fryzel, Jonathan David Bellion, Aaron L. Kleinstub, Bleta Rexha, Robyn R. Fenty, Maki Athanasiou                         | –                         |
| 2. Dezember 2013 – 8. Dezember 2013 1 Woche | 1                                        | One Direction                              | Strong John Henry Ryan, Louis William Tomlinson, Jamie Scott, Julian C. Bunetta                                                                                        | –                         |
| 9. Dezember 2013 – 15. Dezember 2013 1 Woche (insgesamt 4) | 4                                        | Eminem feat. Rihanna                       | The Monster Marshall B. Mathers III, Bryan G. Fryzel, Jonathan David Bellion, Aaron L. Kleinstub, Bleta Rexha, Robyn R. Fenty, Maki Athanasiou                         | –                         |
| 16. Dezember 2013 – 5. Januar 2014 3 Wochen | 3                                        | Ed Sheeran                                 | I See Fire Edward Christopher Sheeran | –                         |

## Alben
| ← 2012 ← | Liste der Nummer-eins-Hits in Neuseeland | Liste der Nummer-eins-Hits in Neuseeland | Liste der Nummer-eins-Hits in Neuseeland | 2014 →                    |
| \| Zeitraum \| Wo. ges. \| Interpret \| Titel \| Zusätzliche Informationen \| \| (Zeitraum, Wochen auf Platz eins, Interpret, Titel, zusätzliche Informationen) \| \| \| \| \| \| ------------------------------------------------------------------------------ \| -------- \| --------------------------- \| ------------------------- \| ------------------------- \| \| 31. Dezember 2012 – 6. Januar 2013 1 Woche (insgesamt 16) \| 16 \| Michael Bublé \| Christmas \| – \| \| 7. Januar 2013 – 13. Januar 2013 1 Woche (insgesamt 2) \| 2 \| Mumford & Sons \| Babel \| – \| \| 14. Januar 2013 – 27. Januar 2013 2 Wochen \| 2 \| Ed Sheeran \| + \| – \| \| 28. Januar 2013 – 17. Februar 2013 3 Wochen \| 3 \| (Soundtrack) \| Les Misérables \| – \| \| 18. Februar 2013 – 24. Februar 2013 1 Woche \| 1 \| (Soundtrack) \| Mt. Zion \| – \| \| 25. Februar 2013 – 3. März 2013 1 Woche \| 1 \| Nick Cave and the Bad Seeds \| Push the Sky Away \| – \| \| 4. März 2013 – 10. März 2013 1 Woche \| 1 \| Macklemore & Ryan Lewis \| The Heist \| – \| \| 11. März 2013 – 17. März 2013 1 Woche (insgesamt 6) \| 6 \| Pink \| The Truth About Love \| – \| \| 18. März 2013 – 24. März 2013 1 Woche \| 1 \| David Bowie \| The Next Day \| – \| \| 25. März 2013 – 31. März 2013 1 Woche \| 1 \| Justin Timberlake \| The 20/20 Experience \| – \| \| 1. April 2013 – 14. April 2013 2 Wochen (insgesamt 6) \| 6 \| Pink \| The Truth About Love \| – \| \| 15. April 2013 – 21. April 2013 1 Woche \| 1 \| Paramore \| Paramore \| – \| \| 22. April 2013 – 26. Mai 2013 5 Wochen \| 5 \| Michael Bublé \| To Be Loved \| – \| \| 27. Mai 2013 – 9. Juni 2013 2 Wochen \| 2 \| Daft Punk \| Random Access Memories \| – \| \| 10. Juni 2013 – 16. Juni 2013 1 Woche \| 1 \| Shapeshifter \| Delta \| – \| \| 17. Juni 2013 – 23. Juni 2013 1 Woche \| 1 \| Black Sabbath \| 13 \| – \| \| 24. Juni 2013 – 30. Juni 2013 1 Woche \| 1 \| Kanye West \| Yeezus \| – \| \| 1. Juli 2013 – 28. Juli 2013 4 Wochen \| 4 \| Fat Freddy’s Drop \| Blackbird \| – \| \| 29. Juli 2013 – 4. August 2013 1 Woche (insgesamt 2) \| 2 \| Charley Pride \| 40 Years of Pride \| – \| \| 5. August 2013 – 11. August 2013 1 Woche \| 1 \| Dennis Marsh \| Country Songbook \| – \| \| 12. August 2013 – 18. August 2013 1 Woche (insgesamt 2) \| 2 \| Charley Pride \| 40 Years of Pride \| – \| \| 19. August 2013 – 25. August 2013 1 Woche \| 1 \| Jackie Thomas \| Jackie Thomas \| – \| \| 26. August 2013 – 1. September 2013 1 Woche \| 1 \| Harrison Craig \| More Than a Dream \| – \| \| 2. September 2013 – 15. September 2013 2 Wochen \| 2 \| Fleetwood Mac \| 25 Years – The Chain \| – \| \| 16. September 2013 – 22. September 2013 1 Woche \| 1 \| Arctic Monkeys \| AM \| – \| \| 23. September 2013 – 29. September 2013 1 Woche \| 1 \| Blacklistt \| Blacklistt \| – \| \| 30. September 2013 – 6. Oktober 2013 1 Woche \| 1 \| Kings of Leon \| Mechanical Bull \| – \| \| 7. Oktober 2013 – 3. November 2013 4 Wochen (insgesamt 8) \| 8 \| Lorde \| Pure Heroine \| – \| \| 4. November 2013 – 10. November 2013 1 Woche \| 1 \| Katy Perry \| Prism \| – \| \| 11. November 2013 – 24. November 2013 2 Wochen \| 2 \| Eminem \| The Marshall Mathers LP 2 \| – \| \| 25. November 2013 – 26. Januar 2014 9 Wochen (insgesamt 16) \| 16 \| Sol3 Mio \| Sol3 Mio \| – \| |                                          |                                          |                                          |                           |
| ← 2012 |                                          |                                          |                                          | → 2014 →                  |
| Zeitraum | Wo. ges.                                 | Interpret                                | Titel                                    | Zusätzliche Informationen |
| (Zeitraum, Wochen auf Platz eins, Interpret, Titel, zusätzliche Informationen) |                                          |                                          |                                          |                           |
| 31. Dezember 2012 – 6. Januar 2013 1 Woche (insgesamt 16) | 16                                       | Michael Bublé                            | Christmas                                | –                         |
| 7. Januar 2013 – 13. Januar 2013 1 Woche (insgesamt 2) | 2                                        | Mumford & Sons                           | Babel                                    | –                         |
| 14. Januar 2013 – 27. Januar 2013 2 Wochen | 2                                        | Ed Sheeran                               | +                                        | –                         |
| 28. Januar 2013 – 17. Februar 2013 3 Wochen | 3                                        | (Soundtrack)                             | Les Misérables                           | –                         |
| 18. Februar 2013 – 24. Februar 2013 1 Woche | 1                                        | (Soundtrack)                             | Mt. Zion                                 | –                         |
| 25. Februar 2013 – 3. März 2013 1 Woche | 1                                        | Nick Cave and the Bad Seeds              | Push the Sky Away                        | –                         |
| 4. März 2013 – 10. März 2013 1 Woche | 1                                        | Macklemore & Ryan Lewis                  | The Heist                                | –                         |
| 11. März 2013 – 17. März 2013 1 Woche (insgesamt 6) | 6                                        | Pink                                     | The Truth About Love                     | –                         |
| 18. März 2013 – 24. März 2013 1 Woche | 1                                        | David Bowie                              | The Next Day                             | –                         |
| 25. März 2013 – 31. März 2013 1 Woche | 1                                        | Justin Timberlake                        | The 20/20 Experience                     | –                         |
| 1. April 2013 – 14. April 2013 2 Wochen (insgesamt 6) | 6                                        | Pink                                     | The Truth About Love                     | –                         |
| 15. April 2013 – 21. April 2013 1 Woche | 1                                        | Paramore                                 | Paramore                                 | –                         |
| 22. April 2013 – 26. Mai 2013 5 Wochen | 5                                        | Michael Bublé                            | To Be Loved                              | –                         |
| 27. Mai 2013 – 9. Juni 2013 2 Wochen | 2                                        | Daft Punk                                | Random Access Memories                   | –                         |
| 10. Juni 2013 – 16. Juni 2013 1 Woche | 1                                        | Shapeshifter                             | Delta                                    | –                         |
| 17. Juni 2013 – 23. Juni 2013 1 Woche | 1                                        | Black Sabbath                            | 13                                       | –                         |
| 24. Juni 2013 – 30. Juni 2013 1 Woche | 1                                        | Kanye West                               | Yeezus                                   | –                         |
| 1. Juli 2013 – 28. Juli 2013 4 Wochen | 4                                        | Fat Freddy’s Drop                        | Blackbird                                | –                         |
| 29. Juli 2013 – 4. August 2013 1 Woche (insgesamt 2) | 2                                        | Charley Pride                            | 40 Years of Pride                        | –                         |
| 5. August 2013 – 11. August 2013 1 Woche | 1                                        | Dennis Marsh                             | Country Songbook                         | –                         |
| 12. August 2013 – 18. August 2013 1 Woche (insgesamt 2) | 2                                        | Charley Pride                            | 40 Years of Pride                        | –                         |
| 19. August 2013 – 25. August 2013 1 Woche | 1                                        | Jackie Thomas                            | Jackie Thomas                            | –                         |
| 26. August 2013 – 1. September 2013 1 Woche | 1                                        | Harrison Craig                           | More Than a Dream                        | –                         |
| 2. September 2013 – 15. September 2013 2 Wochen | 2                                        | Fleetwood Mac                            | 25 Years – The Chain                     | –                         |
| 16. September 2013 – 22. September 2013 1 Woche | 1                                        | Arctic Monkeys                           | AM                                       | –                         |
| 23. September 2013 – 29. September 2013 1 Woche | 1                                        | Blacklistt                               | Blacklistt                               | –                         |
| 30. September 2013 – 6. Oktober 2013 1 Woche | 1                                        | Kings of Leon                            | Mechanical Bull                          | –                         |
| 7. Oktober 2013 – 3. November 2013 4 Wochen (insgesamt 8) | 8                                        | Lorde                                    | Pure Heroine                             | –                         |
| 4. November 2013 – 10. November 2013 1 Woche | 1                                        | Katy Perry                               | Prism                                    | –                         |
| 11. November 2013 – 24. November 2013 2 Wochen | 2                                        | Eminem                                   | The Marshall Mathers LP 2                | –                         |
| 25. November 2013 – 26. Januar 2014 9 Wochen (insgesamt 16) | 16                                       | Sol3 Mio                                 | Sol3 Mio                                 | –                         |

## Jahreshitparaden
| ← 2012 ← | Liste der Nummer-eins-Hits in Neuseeland | Liste der Nummer-eins-Hits in Neuseeland | Liste der Nummer-eins-Hits in Neuseeland | 2014 →   |
| \| Singles \| Position# \| Alben \| \| ------------------------------------------------------------------------------------------------------------------------------------------- \| --------- \| ---------------------------------- \| \| Blurred Lines Robin Thicke feat. T.I. & Pharrell Pharrell L. Williams, Robin Thicke, Clifford Joseph Harris \| 1 \| Sol3 Mio \| \| Royals Lorde Ella Marija Lani Yelich O’Connor, Joel Little \| 2 \| Pure Heroine Lorde \| \| Roar Katy Perry Bonnie Leigh McKee, Lukasz Gottwald, Henry Russell Walter, Max Martin, Katy Perry \| 3 \| Unorthodox Jukebox Bruno Mars \| \| Just Give Me a Reason Pink feat. Nate Ruess Jeffrey Bhasker, Alecia B. Moore, Nathaniel Joseph Ruess \| 4 \| The Truth About Love Pink \| \| Impossible James Arthur Ina Christine Wroldsen, Arnthor Birgisson \| 5 \| The Love Club EP Lorde \| \| Let Her Go Passenger Michael David Rosenberg \| 6 \| + Ed Sheeran \| \| Radioactive Imagine Dragons Alexander Grant Jr., Daniel Coulter Reynolds, Benjamin Arthur McKee, Daniel Wayne Sermon, Joshua Francis Mosser \| 7 \| Midnight Memories One Direction \| \| Wake Me Up Avicii Aloe Blacc, Tim Bergling, Michael Aaron Einziger \| 8 \| Prism Katy Perry \| \| Get Lucky Daft Punk feat. Pharrell Williams Pharrell L. Williams, Nile Rodgers, Guy-Manuel de Homem-Christo, Thomas Bangalter \| 9 \| 25 Years – The Chain Fleetwood Mac \| \| When I Was Your Man Bruno Mars Peter Gene Hernandez, Philip Martin Lawrence II, Ari Levine, Andrew Wyatt \| 10 \| Blackbird Fat Freddy’s Drop \| |                                          |                                          |                                          |          |
| ← 2012 |                                          |                                          |                                          | → 2014 → |
| Singles | Position#                                | Alben                                    |                                          |          |
| Blurred Lines Robin Thicke feat. T.I. & Pharrell Pharrell L. Williams, Robin Thicke, Clifford Joseph Harris | 1                                        | Sol3 Mio                                 |                                          |          |
| Royals Lorde Ella Marija Lani Yelich O’Connor, Joel Little | 2                                        | Pure Heroine Lorde                       |                                          |          |
| Roar Katy Perry Bonnie Leigh McKee, Lukasz Gottwald, Henry Russell Walter, Max Martin, Katy Perry | 3                                        | Unorthodox Jukebox Bruno Mars            |                                          |          |
| Just Give Me a Reason Pink feat. Nate Ruess Jeffrey Bhasker, Alecia B. Moore, Nathaniel Joseph Ruess | 4                                        | The Truth About Love Pink                |                                          |          |
| Impossible James Arthur Ina Christine Wroldsen, Arnthor Birgisson | 5                                        | The Love Club EP Lorde                   |                                          |          |
| Let Her Go Passenger Michael David Rosenberg | 6                                        | + Ed Sheeran                             |                                          |          |
| Radioactive Imagine Dragons Alexander Grant Jr., Daniel Coulter Reynolds, Benjamin Arthur McKee, Daniel Wayne Sermon, Joshua Francis Mosser | 7                                        | Midnight Memories One Direction          |                                          |          |
| Wake Me Up Avicii Aloe Blacc, Tim Bergling, Michael Aaron Einziger | 8                                        | Prism Katy Perry                         |                                          |          |
| Get Lucky Daft Punk feat. Pharrell Williams Pharrell L. Williams, Nile Rodgers, Guy-Manuel de Homem-Christo, Thomas Bangalter | 9                                        | 25 Years – The Chain Fleetwood Mac       |                                          |          |
| When I Was Your Man Bruno Mars Peter Gene Hernandez, Philip Martin Lawrence II, Ari Levine, Andrew Wyatt | 10                                       | Blackbird Fat Freddy’s Drop              |                                          |          |